# Fasti ostienses
I Fasti ostienses sono fasti, elenchi di consoli, amministratori e gli eventi più importanti, ritrovati in forma frammentaria a Ostia antica a partire dal 1802, e relativi ad avvenimenti del periodo che va dal 49 a.C. al 175 d.C. . Si tratta della fonte epigrafica più importante ritrovata ad Ostia, conservata nel museo ostiense e, per alcuni frammenti, in diversi musei internazionali.

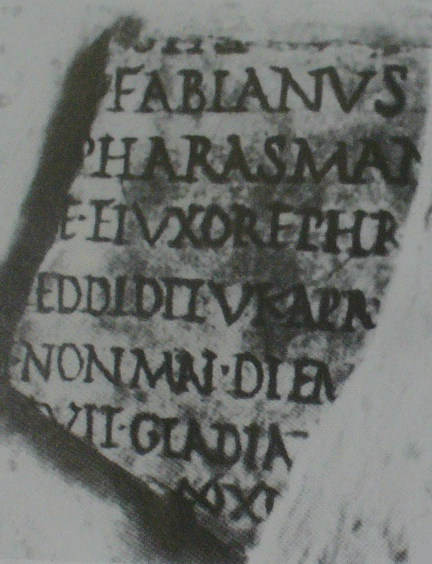
Frammento (EDR121671) che cita Pharasman sovrano del Regno di Iberia

## Ritrovamenti
Il primo ritrovamento risale al 1802 ad opera di Giuseppe Petrini, che si riferiva all'81-82 d.C., e al 91-92 d.C.; il frammento fu quindi analizzato da Carlo Fea, che per primo ne riconobbe la natura, se nel 1820 lo pubblico con il titolo di Frammenti dei Fasti Consolari e Trionfali. Il ritrovamento di un secondo frammento è del 1828 e si deve a C. Cardinali che subito lo ricondusse ai Fasti identificati dal Fea.

## Descrizione
Il luogo pubblico di Ostia, la città portuale di Roma, dove più probabilmente erano esposti i Fasti ostienses era il tempio di Vulcano, il dio protettore della città.
Per ogni anno, sono riportati i nomi dei consoli, seguiti dagli avvenimenti fondamentali di importanza nazionale, dai nomi dei duoviri locali e, talvolta, dagli eventi locali. Le lastre di marmo su cui erano stati incisi i fasti furono smantellate e utilizzate per altri scopi, nella tarda antichità o già prima, sotto il dominio dei Severi.

## Iscrizioni
Di seguito sono riportate alcune delle iscrizioni riportate nei Fasti ostienses.
- Nel 2 a.C. una grande processione funebre accolse il corpo di Lucio Cesare, figlio adottivo di Ottaviano Augusto morto diciannovenne a Marsiglia, sbarcato in città per essere trasportato a Roma.[6]

- Nel 128 d.C. Adriano assunse il titolo di Pater Patriae, un riconoscimento onorario ufficiale attribuito dallo Stato romano, e offrì al popolo romano un congiarium, nella forma di una donazione di denaro. L'imperatore inoltre utilizzò il porto cittadino per il suo viaggio in Africa.[7]

- 142 d.C. si fa riferimento a Pharasman re di Iberia nell'attuale Georgia;[3]

```
 
 EDR121671
, Q(uintus) Antonius Cas]sian[us ---] / [--- L(ucius) Annius] Fabianus [---] / [---] Pharasman[es rex Iberorum --- cum filio] / 5 [---]e et uxore Phr[---, cui Imp(erator) Antoninus Aug(ustus) regnum] / [amplius] reddidit. V k(alendas) Apr(iles) [---] /[---]I non(as) Mai(as) diem [qua ---] / [---]vit gladiat[orum pp. ---] / [---]MXI[---].
```